# Кептэнару, Иосиф Лазаревич
Иосиф Лазаревич Кептэнару (рум. Iosif Cheptănaru, также Кептенару; 17 декабря 1903, Тулча, Румыния — 22 марта 1989, Кишинёв) — молдавский советский скульптор.
Окончил Бухарестскую академию художеств по классу О. Хана и Д. Пачюри в 1933 году. Во время Великой Отечественной войны — в эвакуации в Ашхабаде. С 1948 года жил в Кишинёве.
Работал в области декоративной и монументальной скульптуры. Бюсты Александру Донича (1957) и Богдана Петричейку Хашдэу (1957) установлены в кишинёвской Аллее классиков. Среди других работ — монументальные скульптуры «Дойна» (1966), «Печальная мать» (1967), портреты «Академик А. Коварский» (1971), «Художник Р. В. Окушко» (1968).
Член Союза художников СССР с 1947 года.
Дочь — художник Майя Иосифовна Сербинова (род. 1948).